# Cabomba caroliniana
Espèce
Cabomba caroliniana est une espèce de plantes à fleurs de la famille des Cabombaceae. C'est une plante herbacée vivace aquatique originaire d'Amérique du Nord et du Sud. C'est une plante d'importance nationale en Australie et elle figure depuis 2016 sur la liste des espèces exotiques envahissantes préoccupantes pour l'Union européenne,. Cela signifie qu'elle ne peut pas être importée, cultivée, commercialisée, plantée, ou libérée intentionnellement dans la nature, et ce nulle part dans l’Union européenne.
En France, cette espèce est légalement inscrite sur la liste annexée à l'Arrêté du 14 février 2018 relatif aux espèces végétales exotiques envahissantes sur le territoire métropolitain.

## Noms communs
Cabomba caroliniana est communément appelée Cabomba de Caroline, Éventail de Caroline ou encore Ondine de Caroline.

## Distribution
Elle est originaire du sud-est de l'Amérique du Sud (sud du Brésil, Paraguay, Uruguay et nord-est de l'Argentine)  et des côtes (est et ouest) des États-Unis. Elle est consommée comme légume dans certaines régions. 
Elle est présente en France, en tant qu'espèce invasive. 